# Tłumaczenie kontekstowe
Tłumaczenie kontekstowe – jest w języku polskim terminem nieostrym i może oznaczać co najmniej dwa różne rodzaje tłumaczenia. 
W znaczeniu ogólnym przekład kontekstowy to tłumaczenie elementów składowych tekstu z uwzględnieniem ich znaczenia i funkcji w danej sytuacji. Tłumaczenie kontekstowe jest więc próbą odejścia od często niezrozumiałego tłumaczenia dosłownego. Mimo że może ono odbiegać znacząco od sformułowania oryginału, to jednak lepiej oddaje znaczenie w tym konkretnym przypadku. W tym znaczeniu tłumaczenie kontekstowe pozwala na pokonanie znaczących różnic w realiach i kulturach danej pary językowej. I tak na przykład "biała foka" może być dobrym tłumaczeniem kontekstowym "Baranka Bożego" w tekście biblijnym przygotowanym dla Eskimosów, a zwrot angielski "Bullshit!" można kontekstowo przełożyć na polski jako "Gówno prawda!". W tym znaczeniu pojęcie tłumaczenia kontekstowego bliskie jest tzw. ekwiwalencji funkcjonalnej. W tym ogólnym znaczeniu tłumaczenie kontekstowe odpowiada angielskiemu terminowi context translation lub contextual translation.
Z kolei w znaczeniu technicznym tłumaczenie kontekstowe to rodzaj inteligentnego mechanizmu tłumaczenia maszynowego. Algorytm ten stara się uwzględniać kontekst współwystępujących słów w celu lepszego doboru ich odpowiedników słownikowych. Algorytm analizuje statystyczne korelacje różnych ekwiwalentów występującego w danym tekście słownictwa lub struktur gramatycznych. Ten rodzaj algorytmu określa się po angielsku terminem Context-Based Machine Translation. 
W języku polskim termin "tłumaczenie kontekstowe" jest też często nieściśle stosowany jako ogólna nazwa tłumaczenia maszynowego.